# Wernberg-Köblitz
Wernberg-Köblitz là một market town ở huyện Schwandorf bang Bayern, Đức.